# Dualism
Dualism är en metafysisk term, som står i motsatsställning till monism, pluralism och nondualism. Från filosofin har termen upptagits av teorier i andra vetenskapliga fält.

## Filosofisk dualism
Den filosofiska dualismen kan ha två innebörder:
1. Substansdualism, vilket är en ovanlig ståndpunkt såväl i historien som i samtiden, som innebär att världen består av två urämnen eller substanser.
2. Egenskapsdualism, att världen är uppbyggd av två grundläggande olika slag eller egenskaper, till exempel att materia och själ inte kan reduceras till varandra, och därför kräver olika förklaringsmodeller som grundas på olika principer (cartesianism). Tanken är gammal inom både filosofi och religion.

## Politisk dualism
Från filosofin har det dualistiska synsättet överförts till andra områden. 
1. I demokratiska länder med så kallade majoritetsval står alltid två kandidater mot varandra, och de representerar de två stora partierna i dessa länder som också alltid står emot varandra. Storbritannien är ett exempel på detta. Även i länder som Sverige, med proportionella valsystem och en småpartispärr, blir en dualism allt tydligare där de politiska partierna allt hårdare knyts till politiska block som ställs mot varandra i kampen om väljarstödet.
2. En del av den svenska förvaltningsmodellen; den traditionella tudelningen av det svenska politiska administrativa systemet som uttrycks i kombinationen av ett förbud mot så kallat ministerstyre av förvaltningen och de svenska ämbetsverkens självständighet - den senare också uttryckt i den organisatoriska tudelningen mellan regeringskansliet och andra myndigheter. Den direkta förvaltningsstyrningen måste i Sverige ske via kollektiva regeringsbeslut.[1][sidnummer behövs]

## Religiös dualism
1. Absolut dualism är en sammanfattande beteckning på trossystem som tänker sig att världen styrs av två motsatta krafter, vanligen en helt och fullt god sådan och en genomgående ond kraft. Det kan handla om en konflikt om universums slutliga öde. Det mest kända exemplet är zurvanismen, en gammal persisk filosofisk åskådning som under senantiken påverkade zoroastrismen, en religion som har 2,6 miljoner anhängare.[2]
2. I ostasiatisk dualism är det ofta fråga om konflikter i samverkan, vilket är nödvändigt för balans och harmoni. Det mest kända exemplet finns i det kinesiska yin och yang. Även här finns en motsättning mellan ljus och mörker, men en del av yin finns i yang och en del av yang finns i yin. Båda är nödvändiga och samverkar i den kosmiska harmonin.
3. Gnostisk dualism. Som i all dualism är det fråga motsatsförhållanden, men gnosticismen lyfter fram ett av dessa som viktigast, nämligen kroppen kontra själen. Enligt den ursprungliga gnosticismen, opåverkad av grekiskt tänkande, handlade det hela om kunskaper om själen och livet efter detta. Själen är hemlös i denna värld och längtar till den ljusa världen därovan. Frågan om var den rena gnosticismen uppstått har man inte kunnat besvara. Dess ursprung får man söka i den persiska och kanske indisk religion (inklusive buddhismen), eftersom ursprunglig gnosticism inte är främmande för reinkarnation. Många judar stannade i Babylon sedan landet erövrats av Persien år 539 f.Kr. och judarna befriats från sin fångenskap. Andra flyttade hem till Judéen. Senare bosatte sig många i Alexandria i Egypten, som grundades av Alexander den store år 332 f.Kr. Vid denna tid i historien började hellenismen sprida sig över den kända världen. När gnosticismen kom i kontakt med den hellenistiska världen trädde den in i sin dualistiska fas. Judarna verkar i första hand ha varit kulturbärare, och de hade sin egen mystik. Även den gnostiska mystiken fanns före kristendomen, så var det i blygsam skala. Först vid kristendomens framväxt blommade den ut, och den hade länge en mera utvecklad lära än kristendomen.[3]
4. I kristen gnosticism är inte skaparguden och frälsarguden en och densamme. Världen är ond, och kan omöjligt vara skapad av en god gud. Världen är främmande för Gud, som är bortom alla namn och beskrivningar. Han är den absolute som tillsammans med alla goda andar formar ljusets konungarike. Den judiske guden Jahve, som enligt Bibeln har skapat världen, är en demiurg, vars skapelse och historia gnostikerna nedvärderar. En kristen gnosticism kunde uppstå eftersom det fanns ett släktskap mellan den gnostiska fromheten och kristendomen. Huvudbegrepp i Nya testamentet som frälsning och frälsare var centrala också i den gnostiska religiositeten. I Johannesevangeliet och Paulusbreven möter vi begrepp som var älsklingsord bland gnostikerna: ljus och mörker, sanning och lögn, det goda och det onda, ande och kött. De flesta gnostiska sekter förespråkade en asketisk livsföring. Kristus placerades in i svalget mellan Gud och världen, där eonerna fanns. Han var den som skänkte människorna den frälsande kunskapen. Kristus var Gud och endast skenbart människa, och denne gudom dog aldrig på korset. Den kristna gnosticismen nådde sin höjdpunkt under åren 60–160 e.Kr. då ett stort antal församlingar försökte förstå en kristna läran genom att skapa egna, från huvudfåran starkt avvikande tolkningar av den kristna läran.[4] Här finns även föreställningar om att världen är skapad av en ond gud som är ovetande om en högre gudom. Skaparguden, ibland kallad för demiurgen och identifierad som den judiska guden Jahve, står för det materiella som ont medan den högre gudomen är rent andlig.
5. Kristen dualism bygger på motsatsförhållandet mellan gott och ont gestaltat i kampen mellan Gud och djävulen. Exempelvis i Uppenbarelseboken, eller mellan himmel och jord.
6. Albigenser eller katarer förkastade den katolska kyrkans doktriner och menade att allt skapat (kroppen) var oren och frälsning kunde bara uppnås genom att frigöra själen från kroppen genom att svälta sig till döds i livets slutskede.